# Fan Veils
I Fan Veils sono coppie di ventagli costituiti da due telai perfettamente speculari in bambù e ricoperti da una stoffa di seta che si prolunga oltre un metro, lasciando la stoffa libera di ondeggiare, spinta dal vento creato dal telaio in movimento. Spesso la seta è colorata in maniera sfumata dal telaio verso l'intera lunghezza. L'effetto visivo è quello di disperdere una scia colorata molto spettacolare, ricordando il flebile movimento di una fiamma. La sensibilità e l'accortezza che la ballerina applica per creare quest'effetto necessita di una capacità oculo-manuale molto affinata, gesti calibrati della velocità in base alla sfumatura. 

## Storia
Le danze dei fan sono nate in Cina e in Giappone poi si sono diffusi a molti paesi dell'Asia orientale.

### in Cina
Alcune varianti interessanti si sono sviluppate dalle danze asiatiche come la combinazione cinese del "ballo del nastro" (丝带的舞蹈) e la "danza dei Ventagli" (粉丝跳舞) che hanno dato vita al Mulan Fan, dedicata alla leggenda di Hua Mulan (in cinese: 花木兰T). Il Mulan Fan è un ventaglio di seta con una coda, predecessore del doppio ventaglio e del fan veil. Ma la maggior parte delle danze asiatiche utilizza un oggetto più tradizionale. Danzare con i Fan Veil da oltre 20 anni è divenuto tradizionale nelle danze mediorientali ed è entrato nella cultura del Raqs Sharqi tradizionale.

### In Corea
Il tradizionale ballo fan coreano (Buchaechum) ha ballerini che creano gruppi che rappresentano uccelli, fiori, farfalle e persino onde ondeggianti. 

### In Vietnam
I Fan Veils della danza tradizionale vietnamita (vũ phiến) si concentrano maggiormente sulla manipolazione elegante del polso per aprire e chiudere i ventagli, creare movimenti delicati di spinta e ritiro, movimenti tra i ballerini a due veli e piccoli svolazzamenti veloci di il Fan veil.

## Uso
Sono stati a lungo utilizzati come ornamento ed attrezzo scenico nella danza moderna del drago Han, in Cina. Tuttavia oggi sono usati durante le esibizioni sceniche delle danzatrici del ventre e per questo associati a questo tipo di danza nel mondo occidentale. Talvolta la loro simmetria non è rispettata e quindi non si adattano benissimo alle mani ne al movimento.
Il ventaglio viene spesso utilizzato chiuso per altre tipologie di forme e figure della danza. I gruppi di danze folcloristiche si esibiscono insieme usando i fan veil in maniera sincronizzata per creare immagini ed evocare un senso di grazia e leggerezza.